# Hard Boiled (fumetto)
Hard Boiled è una miniserie a fumetti di 3 numeri scritta da Frank Miller e disegnata da Geof Darrow. È stata pubblicata dalla Dark Horse nel 1990, poi ristampata in volume nel 1993.

## La storia
Il fumetto è ispirato al racconto Le formiche elettriche di Philip K. Dick.